# シッコ・モード
「シッコ・モード」 (Sicko Mode) は、アメリカのラッパー・トラヴィス・スコットの楽曲で、カナダのラッパー・ドレイクが客演として参加している。スコットのアルバム『アストロワールド』からの3番目のシングルであり、スコットにとって最初のBillboard Hot 100において1位を獲得した曲。また、Hot 100において30週間以上のTop10入を記録した史上初のヒップホップの楽曲である。

## 構成
この曲は3つの曲調で構成されている。最初は冬の訪れと友人たちとの思い出、次に過去の女性関係が回想するリリックが綴られる。最後はラッパーたちの高校時代を回想している。曲全体を通して過去の回想を中心に歌詞が構成され、現在の状況とを対比させている。この曲が収録されているアルバム『アストロワールド』の名前通り、ところどころに宇宙業界関連の話題が登場する。

## 批評
シッコ・モードは米国ビルボード・ホット100において初週4位にランクインし、ミュージック・ビデオのリリース後に2位に達し、その後17週間トップ10を維持し続けて2018年12月8日付のチャートで遂に1位となった。ドレイクがクレジットされていた場合、ドレイクにとって7度目のナンバーワン・ヒットとなっていた。シッコ・モードはスコットにとってラジオ・ソング・チャートにおける初のトップ10入りも果たした。また、トリプルJの2018年ホットテスト100では3位にランクインした。

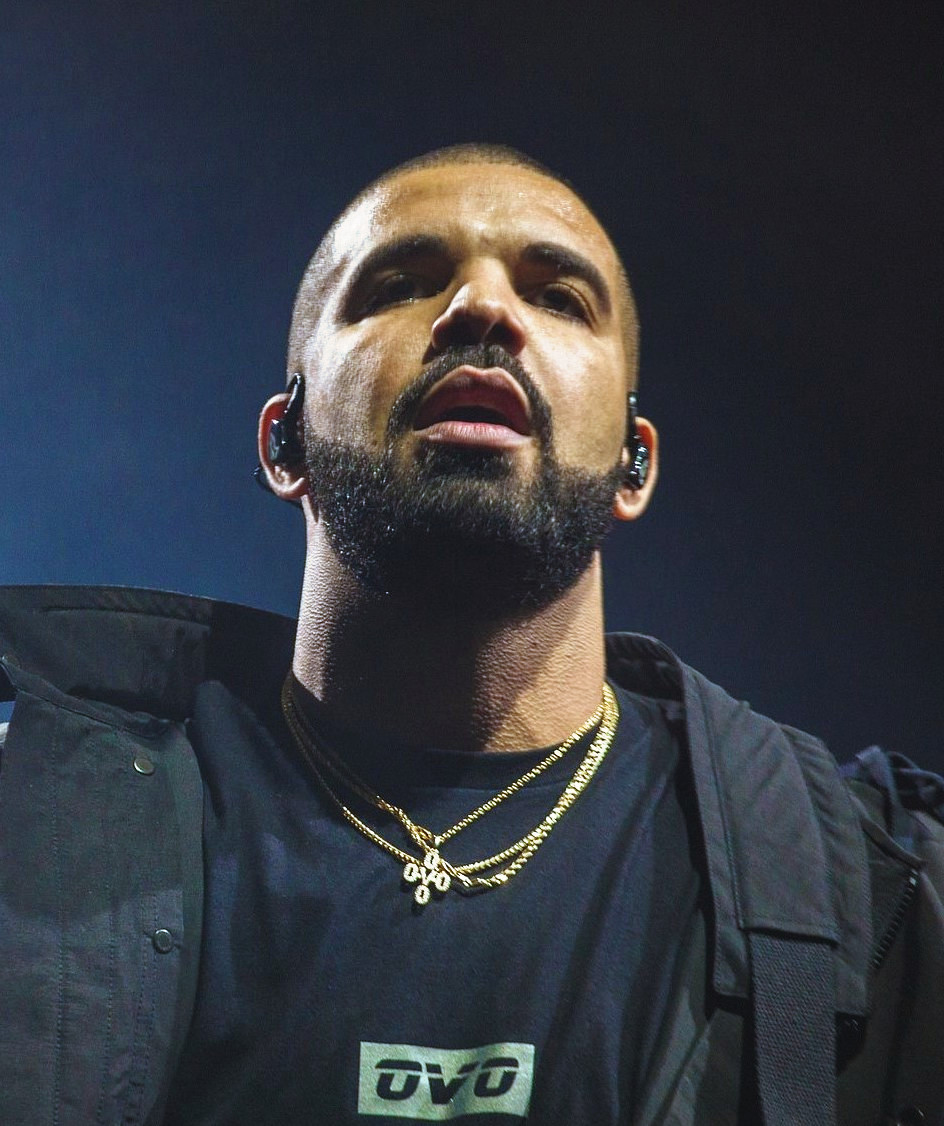
シッコ・モードに参加しているカナダ人ラッパーであるドレイクは、ビルボードやSpotifyではクレジットされていない。また、スウェイ・リーとビッグ・ハークの追加ボーカルも挿入されているが、両者ともクレジットされていない

シッコ・モードは批評家から非常に高い評価を受け、一部の批評家はこれを『AstroWorld』の最も素晴らしい曲だと評価している。ローリング・ストーンに寄稿したクリストファー・R・ワインガルテンは「アルバムのハイライトである」と評価し、ブレンダン・クリンケンバーグはこの曲を「スコットの総合的本能の頂点」と評した。Entertainment Weeklyのブライアン・ジョセフスはこれを「バンガーのミニスイート」、インデペンデントのロイシン・オコナーは、「ドレイクが豪快で自信に満ちたフロウで、(ドレイクの)直近のリリースである『スコーピオン』よりもこの曲でよりそれが際立っている」と評価した。

## カバー
2018年11月28日、アメリカのレコードプロデューサーSkrillexによるエレクトロニック・リミックスがリリースされた。
2020年2月28日、スウェイ・リーはこの曲のセリフを基にしたシングル「Someone Said」をリリースした。